# Ce vieux rêve qui bouge
Ce vieux rêve qui bouge (lett. "Questo antico sogno che si muove") è un mediometraggio del 2001 scritto e diretto da Alain Guiraudie.
Il titolo viene da una strofa della canzone Les Barbares (1976) di Bernard Lavilliers.

## Trama
In una fabbrica in procinto di chiudere, dove sono rimaste solo poche persone, Jacques, un giovane tecnico, arriva per smantellare l'ultimo, improbabile macchinario. Mentre lavora, incontra gli operai che aspettano la fine della settimana lavorativa e si scopre attratto da uno da Donand, il capo della fabbrica. Durante una conversazione, Jacques accenna alla sua omosessualità a Donand, ma quest'ultimo non reagisce. Nello stesso tempo, Jacques parla con l'operaio più anziano della fabbrica, Louis, che gli suggerisce di non dare troppa importanza a Donand. Jacques gli spiega allora che sa benissimo che questo non porta a nulla, ma che non ha il controllo dei suoi sentimenti. Nella scena finale, nello spogliatoio della fabbrica, Jacques propone a Donand di avere una relazione con lui. Donand rifiuta, sostenendo di non essere omosessuale, e poi lascia solo Jacques. Poi arriva Louis e propone a Jacques di consolarsi andando a letto con lui. Jacques però rifiuta, sostenendo che non è dovuto alla sua età o al suo peso, ma solo alla mancanza di desiderio.

## Riconoscimenti
- 2003 – Premio César
  - Candidatura al miglior cortometraggio
- 2002 – European Film Awards
  - Candidatura al miglior cortometraggio
- 2001 – Festival international du court métrage de Clermont-Ferrand
  - Miglior cortometraggio
- 2001 – Prix Jean Vigo
  - Miglior film